# Wojewódzki Sztab Wojskowy w Katowicach
Wojewódzki Sztab Wojskowy w Katowicach (WSzW Katowice) − terenowy organ Ministra Obrony Narodowej w sprawach operacyjno-obronnych i administracji wojskowej, z siedzibą przy ul. Francuskiej 30 w Katowicach.
Szefem Wojewódzkiego Sztabu Wojskowego w Katowicach jest płk mgr inż. Marek Majocha, a jego zastępcą ppłk Adrian Klimek.

## Historia
Wojewódzki Sztab Wojskowy w Katowicach pod obecną nazwą powstał 1 grudnia 1964 roku, w miejsce istniejącej od 1952 roku Wojskowej Komendy Wojewódzkiej, utworzonej zarządzeniem Ministra Obrony Narodowej Nr 76 z dnia 17 grudnia 1951 r. 
W 1996 r. sztab przekształcono w Regionalny Sztab Wojskowy (WSzW-RSzW), obejmujący swoim zasięgiem działania teren województw: katowickiego, częstochowskiego i bielsko-bialskiego. W dniu 1 lipca 2002 roku, na podstawie rozporządzenia Ministra Obrony Narodowej z dnia 16 maja 2002 r. w sprawie utworzenia oraz ustalenia siedzib i terytorialnego zasięgu działania WSzW i WKU, zmieniono nazwę Wojewódzkiego Sztabu Wojskowego Katowice na obecną, czyli Wojewódzki Sztab Wojskowy w Katowicach.

Insygnia
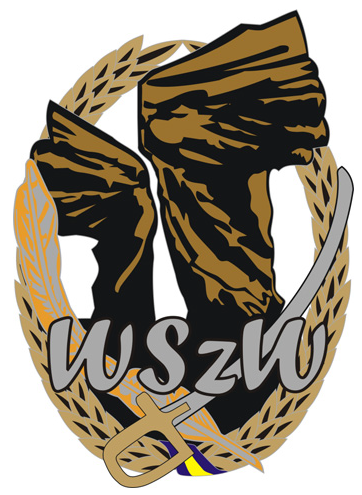
Odznaka pamiątkowa
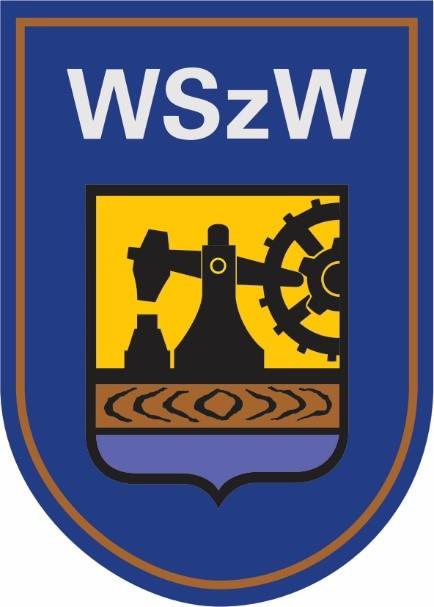
Oznaka rozpoznawcza na mundur wyjściowy
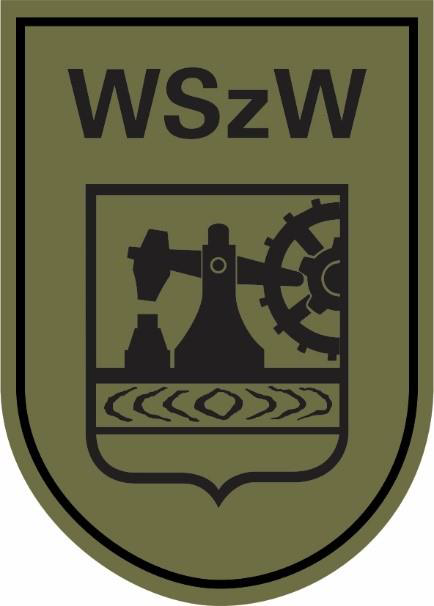
Oznaka rozpoznawcza na mundur polowy

## Podległość
W 2011 roku Terenowe Organa Administracji Wojskowej przeszły kolejną reorganizację. Zlikwidowane zostały Okręgi Wojskowe, w związku z czym od dnia  1 stycznia 2012 roku, WSzW znajdują się w bezpośrednim podporządkowaniu Szefa Sztabu Generalnego WP.
Szefowi WSzW w Katowicach podlega 8 wojskowych komend uzupełnień z terenu województwa śląskiego:
- WKU w Będzinie
- WKU w Bielsku-Białej
- WKU w Chorzowie
- WKU w Częstochowie
- WKU w Gliwicach
- WKU w Katowicach
- WKU w Rybniku
- WKU w Tychach

### Wojskowa Komenda Uzupełnień w Bielsku-Białej

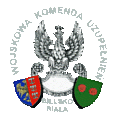
Logo WKU w Bielsku-Białej

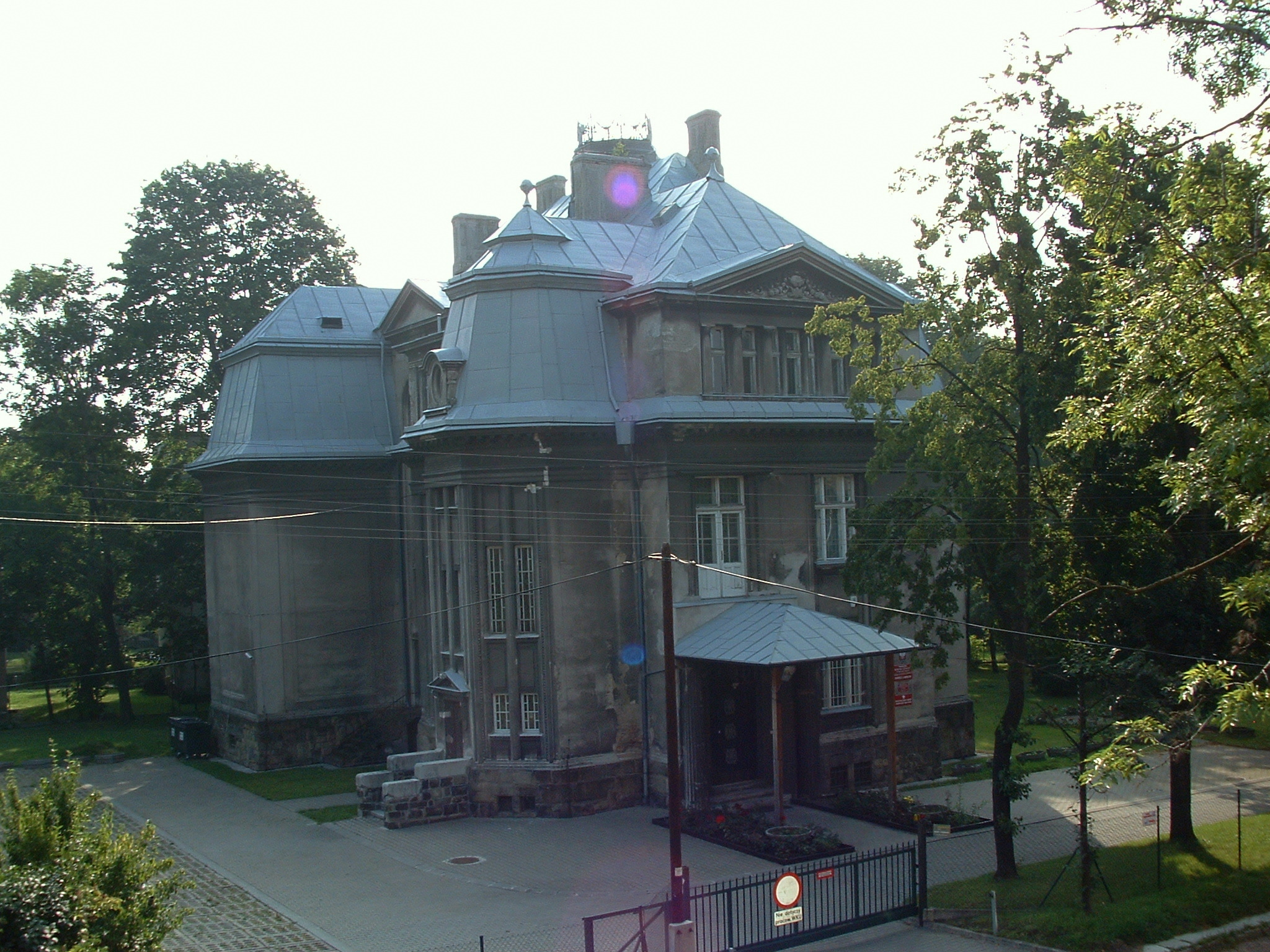
Siedziba WKU przy ul. Piastowskiej 14 w Bielsku-Białej

Wchodzi w skład garnizonu Bielsko-Biała. Obszar przez nią administrowany to miasto Bielsko-Biała oraz powiat bielski, cieszyński i żywiecki. Siedziba Wojskowej Komendy Uzupełnień znajduje się przy ul. Piastowskiej 14, w zabytkowej willi z 1922 r.
Głównymi zadaniami WKU w Bielsku-Białej jest zapewnienie mobilizacyjnego rozwinięcia jednostek wojskowych, świadczenia na rzecz obrony, współpraca z innymi organami i podmiotami w sprawach związanych z obronnością państwa oraz administrowanie rezerwami osobowymi.
Obecnym komendantem placówki jest ppłk. mgr inż. Tomasz Maj.

#### Historia
W 1922 r. w województwie śląskim zorganizowano na podstawie rozkazu dowódcy V Okręgu Korpusu w Krakowie cztery Powiatowe Komendy Uzupełnień (PKU). Jedną z nich była PKU Bielsko, obejmująca Bielsko oraz powiat bielski i cieszyński.
Obszar Białej Krakowskiej i powiatu bialskiego obejmowała, istniejąca od 1915 r., Powiatowa Komenda Uzupełnień w Żywcu, podlegająca pod Polską Komendą Wojskową w Krakowie (od 1919 r. Dowództwo Okręgu Generalnego Kraków).
Wiosną 1939 r. PKU przeformowano w Komendy Rejonów Uzupełnień, których podstawowym zadaniem było przeprowadzenie częściowej, skrytej mobilizacji oddziałów wojskowych, a od końca sierpnia 1939 r. mobilizacji powszechnej.
W 1945 r. powstały Rejonowe Komendy Uzupełnień (RKU) w Bielsku (obejmująca taki obszar, jak przedwojenna PKU Bielsko) oraz Żywcu (obejmująca taki obszar, jak przedwojenna PKU Żywiec).
W 1951 r. RKU Bielsko oraz część RKU Żywiec (Biała Krakowska i powiat bialski) zostały połączone w Wojskową Komendę Rejonową w Bielsku-Białej, która weszła w skład Wojskowej Komendy Wojewódzkiej (WKW) w Katowicach. W 1964 r. WKW w Katowicach została przekształcona w Wojewódzki Sztab Wojskowy (WSzW) Katowice, a WKR w Bielsku-Białej w Miejski Sztab Wojskowy.
W grudniu 1974 r. ze względu na reformę administracyjną przeprowadzono kolejną reorganizację sztabów terenowych. WSzW Katowice podporządkowano dziesięć wojskowych komend uzupełnień, w tym Wojskową Komendę Uzupełnień w Bielsku-Białej.
W 1998 r. obszar, którym administruje bielska WKU, przystosowano do nowego podziału administracyjnego.